# Wijken en buurten in Noordwijkerhout
De Nederlandse gemeente Noordwijkerhout is voor statistische doeleinden onderverdeeld in wijken en buurten. De gemeente is verdeeld in de volgende statistische wijken:
- Wijk 00 (CBS-wijkcode:057600)

Een statistische wijk kan bestaan uit meerdere buurten. Onderstaande tabel geeft de buurtindeling met kentallen volgens het Centraal Bureau voor de Statistiek (2008):
| CBS-buurtcode | Buurtnaam                                    | Inwonertal | Opp. totaal (ha) | Opp. land (ha) | Ligging                |
| ------------- | -------------------------------------------- | ---------- | ---------------- | -------------- | ---------------------- |
| BU05760000    | Noordwijkerhout                              | 11050      | 243              | 241            | Locatie in de gemeente |
| BU05760001    | Kleine Zilk                                  | 350        | 322              | 321            | Locatie in de gemeente |
| BU05760002    | Grote Zilk                                   | 1950       | 274              | 269            | Locatie in de gemeente |
| BU05760008    | Verspreide huizen ten zuiden van de gemeente | 570        | 595              | 582            | Locatie in de gemeente |
| BU05760009    | Verspreide huizen in het Centrum             | 1480       | 906              | 846            | Locatie in de gemeente |